# Dãy núi Satpura
Dãy núi Satpura là một dãy núi thấp ở miền Trung Ấn Độ, chạy theo hướng đông tây. Về phía tây, núi Satpura nổi lên ở địa phận tiểu bang Gujarat gần biển Ả Rập rồi từ đó chạy dọc ranh giới hai tiểu bang Maharashtra và Madhya Pradesh đến tận Chhattisgarh. Cũng song song với dãy Satpura là dãy núi Vindhya nhích về phía Bắc. Hai dãy núi có hướng Đông-Tây này chia địa hình tiểu lục địa Ấn Độ thành hai khu vực rõ rệt: đồng bằng Ấn-Hằng về phía bắc và bình nguyên Deccan ở phía Nam. Satpura là nơi bắt nguồn của một số sông lớn ở Ấn Độ như Narmada, Tapti, Godavari và Mahanadi. Ở cực đông, dãy Satpura thấp dần rồi nhập vào cao nguyên Chota Nagpur.